# Kastner (Familienname)
Kastner ist im deutschen Sprachraum ein Familienname, der aus dem historischen Beruf des Kastners abgeleitet ist.
Der erste heute bekannte Träger des Namens war Hans Kastner mit dem Flug († 1102), Patrizier zu Amberg.
Andere Schreibweisen sind Castner und Kastener, tschechisch entlehnt Kasnar. Auswanderer nach Nordamerika haben die Schreibweise teilweise amerikanisiert in Costner, Cosner und Chostner. Ob der Familienname Kästner nur eine regional andere Ausprägung ist oder vom Beruf des Tischlers (Kastenmacher) abgeleitet wurde, wird unterschiedlich bewertet.

## Verbreitung des Namens
In Deutschland und Österreich tragen circa 13.500 Personen diesen Namen.

## Namensträger

### A
- Adelheid Kastner (* 1962), österreichische Ärztin und Psychiaterin
- Adolf Kastner (Germanist) (1889–1963), deutscher Germanist, Historiker und Gymnasiallehrer
- Adolf Kastner (Manager) (1939–2011), österreichischer Schuldirektor und Landesbeauftragter
- Albert Kastner (1883–1952), österreichischer Unternehmer
- Alexander Kastner (* 1963), österreichischer Offizier, Pädagoge und Politiker (TS), Vizebürgermeister von Klagenfurt
- Alfred Kastner (Musiker) (1870–1948), österreichischer Harfenist, Komponist und Musikpädagoge
- Alfred Kastner (Fußballspieler) (1927–2015), deutscher Fußballspieler

### B
- Benedikt Kastner (* 1986), deutscher Eishockeyspieler
- Bernd Kastner (* 1969), deutscher Journalist
- Bernhard Kastner (Musiker), deutscher Pianist und Cembalist
- Bernhard Kastner (Fußballspieler) (* 1992), deutscher Fußballspieler
- Boris Kastner-Jirka (* 1969), österreichischer Sportmoderator
- Bruno Kastner (1890–1932), deutscher Schauspieler

### C
- Carl Kastner (1849–1921), österreichischer Unternehmer
- Corinna Kastner (* 1965), deutsche Schriftstellerin und Fotografin

### D
- Daniel Kastner (* 1981), österreichischer Fußballspieler
- Daniel L. Kastner (* 1951), US-amerikanischer Rheumatologe

### E
- Eduard Kastner (* 1950), deutscher Medienunternehmer
- Eduard Fedor Kastner (1859–1935), österreichischer Schriftsteller
- Eleonore Kastner (1910–2015), deutsche Frisörin
- Elliott Kastner (1930–2010), US-amerikanischer Filmproduzent
- Else Kastner-Michalitschke (1866–1939), österreichische Schriftstellerin
- Emerich Kastner (1847–1916), österreichischer Musikschriftsteller
- Ernst Kastner (1931–2022), deutscher Landrat
- Eugen Kastner (1897–1945), österreichischer Architekt

### F
- Ferdinand Kastner (1895–1962), deutscher Schriftsteller und katholischer Theologe
- Frank Kastner (* 1969), deutscher Fußballspieler
- Franz Kastner (* 1943), österreichischer Musiker, Dirigent und Kapellmeister
- Frédéric Kastner (1852–1882), französischer Physiker und Erfinder
- Friedrich Kastner (* 1964), österreichischer Unternehmer
- Fritz Kastner (1913–2000), österreichischer Raumplaner und Hochschullehrer

### G
- Georg Kastner (* 1969), österreichischer Historiker
- Georges Kastner (1810–1867), deutsch-französischer Komponist und Musikschriftsteller, siehe Johann Georg Kastner
- Günter Schmidt-Kastner (1926–2018), deutscher Ingenieur und Biochemiker
- Gustav Kastner-Kirdorf (1881–1945), deutscher Luftwaffengeneral

### H
- Hanns Kastner (* 1960), österreichischer Architekt und Immobilienökonom deutscher Herkunft
- Hans Kastner, deutscher Maler und Vergolder
- Heinrich Kastner (1909–1973), deutscher Journalist, Heimatforscher, Heimatpfleger und Musiker
- Hermann Kastner (1886–1957), deutscher Politiker (LDPD)
- Hugo Kastner (1921–2004), österreichischer Grafiker, Autor und Übersetzer

### J
- Jens Kastner (* 1970), Soziologe und Kunsthistoriker
- Jo Kastner (* 1957), österreichischer Filmproduzent, Unternehmer, Regisseur und Schauspieler
- Joachim Peter Kastner (* 1947), deutscher Bildhauer, Hochschullehrer und Autor
- Johann Kastner (Maler) (Johann Evangelist Kastner; 1772/1776–1827), österreichischer Maler
- Johann Kastner (Leichtathlet), deutscher Leichtathlet
- Johann Baptist Kastner (1775–1841), deutscher Theologe und Geistlicher
- Johann Georg Kastner (1810–1867), deutsch-französischer Komponist und Musikschriftsteller
- Jörg Kastner (* 1962), deutscher Schriftsteller
- Josef Kastner der Ältere (1810–1872), österreichischer Maler und Restaurator
- Josef Kastner der Jüngere (Josef Alexius Kastner; 1844–1923), österreichischer Maler
- Josef Kastner (Politiker) (1904–1959), deutscher Politiker (BVP, CSU)
- Josef Fritz Kastner (1888–1968), österreichischer Prähistoriker

### K
- Karin Praniess-Kastner (* 1963), österreichische Politikerin (ÖVP)
- Karl Kastner (Naturwissenschaftler) (1847–1907), österreichischer Lehrer und Paläontologe
- Karl Kastner (Unternehmer) (1849–1921), österreichischer Kaufhausgründer, siehe Kastner & Öhler
- Karl Kastner (Geistlicher) (1886–1957), deutscher katholischer Geistlicher, Liturgiker und Kirchenhistoriker
- Karl Wilhelm Gottlob Kastner (1783–1857), deutscher Chemiker und Experimentalphysiker

### L
- Léonie Kastner-Boursault (1820–1888), französische Ehefrau von Jean-Georges Kastner
- Lisl Tirsch-Kastner (1894–1984), deutsche Schauspielerin
- Lorenz Kastner (1833–1919), deutscher Philosoph

### M
- Macário Santiago Kastner (1908–1992), portugiesischer Musikwissenschaftler und Musiker
- Manfred Kastner (1943–1988), deutscher Maler und Bildhauer
- Marc Aaron Kastner (* 1945), kanadisch-US-amerikanischer Physiker
- Marie-Theres Kastner (* 1950), deutsche Politikerin (CDU)
- Marius Kastner (* 2002), deutscher Skilangläufer
- Maximilian Kastner (* 1993), deutscher Eishockeyspieler

### N
- Nikola Kastner (* 1983), deutsche Schauspielerin
- Norbert Kastner (* 1959), deutscher Politiker

### O
- Oona Kastner (* 1965), deutsche Improvisationsmusikerin
- Otfried Kastner (1899–1988), österreichischer Kunsthistoriker, Heimatforscher und Hochschullehrer
- Otto Kastner (1880–1938), deutscher Mediziner

### P
- Peter Kastner (Psychologe, 1952) (1952–2013), deutscher Psychologe und Schriftsteller
- Peter Kastner (Psychologe, 1955) (* 1955), deutscher Psychologe und Hochschullehrer

### R
- Richard Kastner (1875–1959), Miteigentümer der österreichischen Kaufhauskette Kastner & Öhler
- Roland Kastner (1956–2025), deutscher Fußballspieler
- Rolf Kastner, Pseudonym von Rudolf Birkl (1918–2003), deutscher Politiker (CSU) und Journalist
- Rudolf Kastner (Musikschriftsteller) (1879–1948), österreichischer Musikschriftsteller
- Rudolf Kastner (Unternehmer) (1884–1966), österreichischer Ingenieur, Unternehmer und Friedensaktivist
- Rudolf Kastner (1906–1957), ungarischer Gemeindeführer und Journalist, siehe Rudolf Kasztner
- Rupert Kastner (1880–1947), österreichischer Politiker (GDVP)
- Ruth Kastner (* 1951), deutsche Politikerin (Bündnis 90/Die Grünen)
- Ruth E. Kastner (* 1955), amerikanische Physikerin

### S
- Sabine Kastner (* 1964), Neurowissenschaftlerin
- Sebastian Kastner († 1577), deutscher Benediktiner und Abt
- Simon Kastner († 1442), Abt im Kloster Ebersberg
- Susanne Kastner (* 1946), deutsche Politikerin (SPD)

### W
- Walter Kastner (1920–?), deutscher Fußballspieler
- Walther Kastner (1902–1994), österreichischer Jurist, Manager und Mäzen
- Wilhelm Kastner (1824–1898), deutscher Jurist und Politiker, MdR
- Winifred Kastner (1903–1987), australische Sozialarbeiterin
- Wolfgang Kastner (1939–2003), Schweizer Klassischer Philologe deutscher Herkunft
- Wolfram P. Kastner (* 1947), deutscher Künstler

## Weiteres
- Firmengruppe Kastner, österreichisches Lebensmittelhandelsunternehmen
- Kastner & Öhler, österreichische Kaufhauskette
- Kastnerville, früherer Name von Sebringville, Siedlung in Ontario, Kanada
- Iris Hofmann-Kastner (1968–2023), deutsche Kulturhistorikerin und Museumsleiterin